# Moteur Cléon-Fonte
Ne doit pas être confondu avec Moteur Cléon-Alu.
 (juin 2025).
La mise en forme du texte ne suit pas les recommandations de Wikipédia : il faut le « wikifier ».
Les points d'amélioration suivants sont les cas les plus fréquents. Le détail des points à revoir est peut-être précisé sur la page de discussion.
- Les titres sont pré-formatés par le logiciel. Ils ne sont ni en capitales, ni en gras.
- Le texte ne doit pas être écrit en capitales (les noms de famille non plus), ni en gras, ni en italique, ni en « petit »…
- Le gras n'est utilisé que pour surligner le titre de l'article dans l'introduction, une seule fois.
- L'italique est rarement utilisé : mots en langue étrangère, titres d'œuvres, noms de bateaux, etc.
- Les citations ne sont pas en italique mais en corps de texte normal. Elles sont entourées par des guillemets français : « et ».
- Les listes à puces sont à éviter, des paragraphes rédigés étant largement préférés. Les tableaux sont à réserver à la présentation de données structurées (résultats, etc.).
- Les appels de note de bas de page (petits chiffres en exposant, introduits par l'outil «  Source ») sont à placer entre la fin de phrase et le point final[comme ça].
- Les liens internes (vers d'autres articles de Wikipédia) sont à choisir avec parcimonie. Créez des liens vers des articles approfondissant le sujet. Les termes génériques sans rapport avec le sujet sont à éviter, ainsi que les répétitions de liens vers un même terme.
- Les liens externes sont à placer uniquement dans une section « Liens externes », à la fin de l'article. Ces liens sont à choisir avec parcimonie suivant les règles définies. Si un lien sert de source à l'article, son insertion dans le texte est à faire par les notes de bas de page.
- La présentation des références doit suivre les conventions bibliographiques. Il est recommandé d'utiliser les modèles {{Ouvrage}}, {{Chapitre}}, {{Article}}, {{Lien web}} et/ou {{Bibliographie}}. Le mode d'édition visuel peut mettre en forme automatiquement les références.
- Insérer une infobox (cadre d'informations à droite) n'est pas obligatoire pour parachever la mise en page.

Pour une aide détaillée, merci de consulter Aide:Wikification.
Si vous pensez que ces points ont été résolus, vous pouvez retirer ce bandeau et améliorer la mise en forme d'un autre article.
 (juin 2025).
Si vous disposez d'ouvrages ou d'articles de référence ou si vous connaissez des sites web de qualité traitant du thème abordé ici, merci de compléter l'article en donnant les références utiles à sa vérifiabilité et en les liant à la section « Notes et références ».
Le moteur Cléon-Fonte, de son vrai nom « moteur Sierra », connu également sous le code « moteur C » ou « bloc C » (C pour Cléon), est un moteur thermique automobile à combustion interne, essence quatre temps, avec quatre cylindres en ligne chemisés, bloc en fonte, refroidi par eau, doté d'un vilebrequin cinq paliers, avec arbre à cames latéral (avec culbuteurs et tiges de culbuteurs), commandé par une chaîne de distribution, avec une culasse en aluminium, huit soupapes en tête, développé et produit par Renault au début des années 1960 et présenté au Salon de Paris  de 1962 avec la Renault Floride S et la Renault 8. Ce moteur est réputé pour sa robustesse et sa longévité.

## Histoire
Source.
Né en 1962, ce quatre cylindres aura animé des générations de modèles, passant au fil des ans de 956 à 1 565 cm3, de la Floride à la Twingo en passant par la Renault 11 Turbo et la Renault 5 Turbo 2.
Ce moteur animait encore la Twingo à son lancement en 1993, plus de trente ans après sa présentation à la presse spécialisée au Salon de Genève 1962. À l'époque, on loua la conception moderne du moteur Sierra, bientôt rebaptisé Cléon-Fonte du nom de l'usine Renault ultra-moderne où il fut tout d'abord fabriqué.
Les adaptations techniques ont permis la production de ce moteur en de nombreuses cylindrées, à carburateur simple et double corps, ainsi qu'à injection avec ou sans turbo. Le « Cléon-Fonte » fut accouplé à des boîtes manuelles à quatre, puis à cinq vitesses et boîtes automatiques en fonction de ses applications et du progrès de la construction automobile.
Il a ainsi équipé sous une forme ou une autre une liste de modèles au losange, soit en position arrière, centrale ou avant, soit disposé en long ou bien en travers : Floride, Caravelle, Alpine A110, R4, R5, Le Car, Super 5, R6, R7 (Siete), R8/R10, R9/R11, Alliance/Encore, R12, R15, R18, Fuego, R19, R21 (Export), Express (Rapid/Extra), Estafette, Trafic I, Twingo I, Clio I. Sans oublier la gamme Dacia à compter de 1971.
C'est à partir de cette année-là en effet que Renault étend la fabrication du moteur « C » à l'usine de son partenaire roumain, à Pitești. Dernièrement, ce quatre cylindres n'équipait plus que ses véhicules utilitaires dérivés de la R12 : Pick Up 1.6i, Drop Side 1.6i, Double Cab 1.6i, traction, propulsion et 4 × 4. Une gamme qui poursuit sa route avec le quatre cylindres 1.9 Diesel atmosphérique.
Le lundi 29 novembre 2004, Dacia a produit le tout dernier moteur « C » de l'histoire. Il s'agissait d'un 1.6 i de 68 chevaux portant le numéro de série 2 527 155.
L'arrêt du moteur « C », quatre mois après celui de la Berlina (ex-R12), permet à la gamme Dacia de répondre à l'évolution de la réglementation roumaine sur les émissions adoptée dans le cadre du projet d'adhésion à l'Union européenne. Dacia continuera à fabriquer les composants du bloc « Cléon-Fonte » pour les besoins de son service après-vente, en Roumanie comme à l'international.
Au total, ce sont plus de 27 millions de blocs « Cléon-Fonte » qui ont été produits par Renault et par Dacia depuis son lancement, dont 15 millions en France. Ce moteur a également été assemblé au Portugal, en Espagne, en Turquie, en Colombie et en Argentine.
En France, ce moteur terminera sa carrière en décembre 1996 sur les Twingo, Clio et Express avec le C3G de 1 239 cm3, sur les Super 5 « Bye Bye » avec le C3J de 1 390 cm3 et par la même occasion l'arrêt de la production de la Super 5.

## Un moteur mythique
Pas moins de 27 277 306 moteurs furent fabriqués en 42 ans. Un record, du moins en Europe, car certains V8 américains l'ont largement dépassé. Au-delà de ce record, l’exploit du moteur Renault est d’avoir pu animer une kyrielle de voitures très différentes, monté dans toutes les positions imaginables : à l’arrière, à l’avant, en porte-à-faux ou en central, en longitudinal ou en transversal et même moteur avant et propulsion sur les Daf 55/Daf 66 à variateur et Volvo 340 et dérivée à variateur ou à boîte-pont.

### Moteur «Sierra»
Source.
Tout commence à la fin des années 1950, quand le bureau d’études Renault, dirigé par l’ingénieur Fernand Picard, décide de développer pour la future Renault 8 un groupe plus moderne que le « moteur Billancourt » 845 cm3 de la Dauphine. L'ingénieur René Vuaillat élabore un petit quatre-cylindres entièrement nouveau de conception dont la cylindrée devait évoluer de 956 cm3 à 1 108 cm3. Coulé en fonte, coiffé d’une culasse en aluminium, ce groupe se caractérisait par son arbre à cames placé très haut dans le bloc et surtout par son vilebrequin à cinq paliers. Dès les premiers essais, il montre une souplesse de bon aloi et surtout davantage de puissance que le 845 cm3 « Billancourt », dont la conception datait de 1944. Il fut baptisé « Sierra », car à cette époque à la Régie, on n’appelait pas encore les moteurs par une lettre, mais par un nom. C’est plus tard qu’il prit le surnom de « Cléon », où il était fabriqué, accolé à la « Fonte » afin de le distinguer du moteur « Cléon-Alu » de la Renault 16, puis enfin « moteur C ».
Il fit ses débuts officiels au salon de Genève 1962 dans la Renault Floride S en remplacement du 845 cm3 40 ch de la Dauphine Gordini. Le sens de rotation de ce moteur est horaire (côté distribution), tandis que le « moteur Billancourt » tourne dans le sens anti-horaire, pour obtenir le même sens de rotation aux roues, le différentiel de la boîte de vitesses est retourné. Ce 956 cm3, qui délivrait une dizaine de chevaux supplémentaires, soit 51 ch aux normes SAE, équipa quelques mois plus tard la nouvelle berline R8. Entre-temps, en position centrale arrière, il avait fait ses grands débuts sur la piste, notamment aux 24 Heures du Mans dans le Djet René Bonnet, à l'époque écurie officielle de la Régie.
C’est Amédée Gordini qui s’est chargé de le préparer en le coiffant, soit d’une culasse hémisphérique, soit d’une culasse à deux arbres à cames en tête autorisant 85-90 ch en 1 000 cm3, contre 70 pour la version 700. Jusqu’en 1963 dans le Djet René Bonnet de compétition, il révéla quelques faiblesses affectant la rigidité du bloc, entraînant une propension certaine à claquer les joints de culasse qui poussa Renault à le rigidifier légèrement.
1963 le vit apparaître en 1 108 cm3, cylindrée mieux adaptée à l’utilitaire Estafette, où il fut installé pour la première fois en porte-à-faux. Puis c’est la Renault Floride, à qui l’on reprochait encore des performances trop timides, qui l’accueillit sous son capot arrière avant d’animer, mi-1964, la luxueuse R8 Major. C’est en jouant sur l’alésage porté à 70 mm que la cylindrée de 1 108 cm3 offrant une meilleure souplesse avait été obtenue, en créant des entre-axes différents entre les cylindres.

### Au Mans et en monoplace
Source.
Toujours en compétition, en 1 000 cm3 à deux ACT, en plus des prototypes Bonnet et Alpine, le « Cléon-Fonte » motorise leurs monoplaces de formule 2 et 3, où il se révèle peu convaincant. Il eut plus de bonheur dans la version 1 108 cm3 à culasse hémisphérique à doubles canaux qui fut montée de série fin 1964 sur la sportive R8 Gordini. Gavé par deux gros carburateurs Solex de 40, le 1 108 cm3 délivrait 95 ch SAE autorisant 170 km/h, en démontrant un indéniable caractère explosif qui lui permit d’équiper les Matra Djet et Alpine Berlinette. Le travail des préparateurs comme Ferry, Amédée Gordini et Mignotet fit grimper sa puissance à 100, puis 120 ch en version 1 296 cm3. La cylindrée évolue à 1 440 cm3 et même 1 530 cm3, pour développer jusqu’à 145 ch.
À la fin des années 1960, c’est le moteur à tout faire de Renault. Installé aussi bien dans les R8 et R10, berlines à grande diffusion de l’époque, que dans l’Estafette, il fut également produit à Valladolid, en Espagne. Fin 1966, pour propulser la nouvelle R8 Gordini 1300, il reçut un nouveau bloc désormais à entraxes uniformes entre les cylindres avec un vilebrequin spécifique à déport latéral, cubant cette fois à 1 255 cm3 pour 88 ch DIN.

### En avant toute!
Fin 1969, Renault lançait sa R12 à traction. Désormais baptisé « C », le « Cléon-Fonte » reprit du service en porte-à-faux avant, profondément remanié pour atteindre 1 289 cm3 et 54 ch DIN et revenu à un écartement uniforme entre les cylindres. Malgré ses formidables qualités de souplesse, il n’était plus assez puissant pour motoriser les versions sportives de la R12 et de l'Alpine Berlinette. Dans cette cylindrée de 1 289 cm3, il équipa les Estafette, les R12 et le coupé R15 TL en 60 Ch. Mais c’est le 956 cm3 qui revint aux affaires monté en position longitudinale avant accouplé à une nouvelle boite, d’abord sous le capot de la R6, puis surtout dans la R5 TL .
C’est dorénavant cette petite berline qui devait représenter la marque au losange en course. Pour ce faire, Renault recommença, en somme, le travail de Gordini dix ans plus tôt, mais avec un prix de revient bien inférieur. Poussé à 1 397 cm3, le « Cléon-Fonte », coiffé d’une nouvelle culasse hémisphérique, annonçait 93 ch en 1976 dans la R5 Alpine avant de monter à 110 dès 1981 dans la R5 Alpine Turbo.
Entre-temps, il avait équipé la R4 GTL en 1 108 cm3 avant que le modèle de base qui conserva son antique « moteur Billancourt » de 845 cm3 à 3 paliers y vienne à son tour, mais en 956 cm3, en 1986. En 1 397 cm3, coiffé d’une culasse normale, proposé en plusieurs puissances, il prit place sous le capot des R18, qui succédait à la R12. C’est dans cette cylindrée, mais glissé en position transversale avant, qu’il revit le jour en 1981 sous le capot de la R9, élue "voiture de l’année 1982" et sa sœur la R11 en 1983, puis sous celui des Super 5 en 1984.
Les Renault 9 et Renault 11 sont des modèles charnières pour Renault car elles inaugurent une nouvelle base technique qui sera utilisée sur de nombreux modèles. En effet, leur châssis est réutilisé sur les Renault 19, Mégane I et Scénic I, et dérivé pour les Super 5, Express, Clio I, Clio II, Kangoo I et Twingo II. Les Renault 9 et Renault 11 sont les premières voitures à utiliser un moteur Renault en position transversale, ce qui donnera naissance aux boîtes de vitesses JB qui équiperont encore la Twingo II (La Renault 14 était la première Renault avec groupe motopropulseur en position transversale, mais avec un train avant dérivé de la Peugeot 104, son « moteur X » était issu de la Société Française de Mécanique commun à Peugeot et Renault, moteur également utilisé sur des modèles Peugeot, Talbot et Citroën). Les « moteurs F » apparus sur les Renault 9 et Renault 11 équiperont encore la Mégane III notamment avec le F4RT sur la Mégane III RS.
Il y avait déjà 20 ans que le « moteur Cléon-Fonte » était produit ! Avec son arbre à cames latéral et ses 8 soupapes, il faisait déjà son âge par comparaison avec ses jeunes concurrents. Mais, sans cesse amélioré, il était encore compétitif. Et c’était compter sans le turbocompresseur, organe miracle générateur de chevaux-vapeur !

### Près de 400 ch!
Fin 1980, grâce à un gros turbo, il envoyait l’impressionnante puissance de 160 ch aux roues arrière de la spectaculaire R5 Turbo. Monté en position centrale arrière pour la première fois, ce 1 397 cm3 était accouplé à la grosse boîte de la R30 TX. En rallye, la R5 Turbo engagée en groupe B vit progressivement sa puissance grimper de 200 à 300 ch pour culminer à 360 en 1 527 cm3 dans la Maxi de 1985, avant de frôler les 400 (385 exactement) en 1987 sur les versions circuit du championnat de Superproduction. Une mécanique qui bénéficiait de la technologie du 1500 turbo de la F1, notamment l’injection d’eau dans l’admission.
Après avoir motorisé les R19 et Clio I de base, tout le monde pensait, au début des années 1990, que ce moteur, qui ne s’était pas si mal adapté aux normes antipollution et au catalyseur, vivait néanmoins ses derniers jours, avec l’arrivée du « moteur Energy ».

### Sortie de route
Quand la Renault 14 est sortie en 1976, on pensait que le « moteur Cléon-Fonte » allait disparaître puisque celle-ci était équipée du « moteur X » de la Société Française de Mécanique, commun à Peugeot et Renault (moteur également utilisé sur des modèles Peugeot, Talbot et Citroën). Cette « hybridation » avec le principal concurrent d'alors aurait été assez mal perçue par la clientèle et par le réseau d'entretien Renault de l'époque. Conséquemment, pour les Renault 9 et Renault 11 destinées à remplacer la Renault 14, Renault revient vers son « moteur Cléon-Fonte » qui était déjà considéré ancien avec son arbre à cames latéral, au début des années 1980. La Renault 9 redonne une seconde vie à ce moteur, elle est la première voiture à utiliser un moteur Renault en position transversale, donc le « Cléon-Fonte » sera monté pour la première fois en position transversale sous un capot, accouplé à la boîte de vitesses JB.
On s’apprêtait à l’enterrer définitivement quand la Twingo pointa son regard en 1993, marquant son retour aux affaires, cette fois réalésé à 1 239 cm3. Les journalistes reprochèrent beaucoup à la Twingo d’utiliser ce moteur. Le « moteur Energy » des R19 et Clio, de par sa conception avec sa culasse hémisphérique qui place l'échappement à l'avant de la culasse ne pouvait pas rentrer sous le capot de la petite Twingo. Il a laissé définitivement place fin 1996, au tout nouveau « moteur D » (type D7F) de 1 149 cm3, plus moderne. Le moteur D7F remplacera simultanément le moteur 1.2 « Cléon-Fonte » de la Twingo et le moteur 1.2 « Energy » sur la Clio. Le « Cléon-Fonte » continuera à être fabriqué par Dacia jusque fin 2004, pour équiper les Berlina dérivées de R12.
Le « moteur Cléon-Fonte » aura donc connu deux rebonds alors qu’on le croyait en bout de course, une première fois grâce à la Renault 9 en 1981 et une seconde fois avec la Twingo en 1993.

## Versions sportives

### Renault Sport - Alpine - Gordini
Ce moteur sera monté dans la plupart des sportives Renault des années 1960, 70 et 80, préparé par Gordini, Alpine et Renault Sport:
- Renault 8 Gordini
- Alpine A110
- Renault 5 LS
- Renault 5 Alpine
- Renault 5 Alpine Turbo
- Renault 5 Gordini (Grande-Bretagne et Suisse)
- Renault 5 Gordini Turbo (Grande-Bretagne et Suisse)
- Renault 5 Copa (Espagne)
- Renault 5 Copa Turbo (Espagne)
- Renault 5 Turbo et Turbo 2
- Renault Maxi 5 Turbo (1 527 cm3)
- Renault 9 GTS
- Renault 9 Turbo
- Renault 11 Turbo
- Renault Super 5 GT Turbo
- Renault Super 5 TS
- Renault 12 Alpine (Argentine)

### Matra Sports
- René-Bonnet Djet 1, Djet 2, Djet 3 et Djet 4
- Matra Bonnet Djet 5 et Djet 5S
- Matra Sports Jet 5 et Jet 6

## Les différentes cylindrées

### Les cylindrées les plus courantes
Selon le manuel d'atelier Renault pour le « moteur C » (édition française).
| Types moteurs | 689 - C1C | 688 - 804 - C1E | C1G       | C3G       | 812       | 810 - C1H * | C3J       | 840 - 847 - C1J - C2J - C3J - C6J - C7J ** | C7K       |
| ------------- | --------- | --------------- | --------- | --------- | --------- | ----------- | --------- | ------------------------------------------ | --------- |
| Cylindrée     | 956 cm3   | 1 108 cm3       | 1 237 cm3 | 1 239 cm3 | 1 255 cm3 | 1 289 cm3   | 1 390 cm3 | 1 397 cm3                                  | 1 430 cm3 |
| Alésage (mm)  | 65        | 70              | 71,5      | 74        | 74,5      | 73          | 75,8      | 76                                         | 76        |
| Course (mm)   | 72        | 72              | 77        | 72        | 72        | 77          | 77        | 77                                         | 79        |

 * En Argentine : M.1300.
 ** En Argentine : M.1400 ; en Roumanie (Dacia) : 102.

### Les cylindrées disponibles à l'étranger et versions de compétition
| Types moteurs   | Cylindrée | Alésage (mm) | Course (mm) | Notes                                    |
| --------------- | --------- | ------------ | ----------- | ---------------------------------------- |
| 813 *           | 852 cm3   | 61,4         | 72          | Espagne (Fasa-Renault) R4 F4 (1972-1976) |
| M.1000          | 1 022 cm3 | 65           | 77          | Argentine                                |
| 850             | 1 037 cm3 | 67,7         | 72          | Espagne (Fasa-Renault) R7                |
| M.1100          | 1 118 cm3 | 68           | 77          | Argentine                                |
| 103             | 1 185 cm3 | 70           | 77          | Dacia                                    |
| 842             | 1 250 cm3 | 71,9         | 77          | Australie (R12)                          |
| 1300 S/Super    | 1 296 cm3 | 75,7         | 72          | Alpine 1300S - Kit pour R8 Gordini R1135 |
|                 | 1 341 cm3 | 71,5         | 83,5        | Ford Brésil                              |
|                 | 1 372 cm3 | 75,3         | 77          | Ford Brésil                              |
|                 | 1 419 cm3 | 76,6         | 77          | R11 groupe A, R5 Turbo Production        |
| C7K A-7-00      | 1 433 cm3 | 76           | 79          | R5 Turbo type 8221                       |
|                 | 1 434 cm3 | 77           | 77          | Corcel Bino 1440                         |
|                 | 1 440 cm3 | 75,7         | 80          | Alpine & R8 Gordini 1440                 |
|                 | 1 527 cm3 | 77           | 82          | R5 Maxi-Turbo                            |
|                 | 1 529 cm3 | 78           | 80          | Alpine & R8 Gordini "1550"               |
|                 | 1 555 cm3 | 77           | 83,5        | Ford Brésil                              |
| 106             | 1 557 cm3 | 77           | 83,6        | Dacia                                    |
| C1L - C2L - C3L | 1 565 cm3 | 77           | 84          | Espagne (Clio/R19) & Argentine           |
|                 | 1 596 cm3 | 76           | 88          | Volvo 343 Oëttinger                      |

 * Le 852 cm3 (type 813) est le premier « moteur Cléon-Fonte » monté sur la Renault 4 en 1972 (modèle F4 fourgonnette) et seulement vendue en Espagne par Fasa-Renault. En France, le « Cléon-Fonte » apparaît sur la Renault 4 pour la première fois avec le 1 108 cm3, en 1975, sur la R4 F6 (fourgonnette).

## Évolution du moteur
Le « moteur Cléon-Fonte » évoluera pour devenir le « moteur Energy » qui fera son apparition sur la Renault 19. La base est la même, mais il adoptera un arbre à cames en tête entraîné par une courroie de distribution crantée. La culasse est entièrement nouvelle. Le 1 390 cm3 « Energy » et le 1 390 cm3 « Cléon-Fonte » ont la même course et le même alésage.
Par la suite, le « moteur Energy » évoluera pour devenir le « moteur K » qui fera son apparition sur la Mégane I. La principale modification du « moteur K » est opérée au niveau de l'usinage des cylindres, puisque ce moteur n'a plus de chemises amovibles. La culasse du « moteur Energy » est conservée sur les versions 8 soupapes essences. Le « moteur K » sera développé également en versions 16 soupapes et sera aussi décliné en version diesel (moteur K9K - 1.5 dCi).

## Les autres constructeurs
Le « moteur Cléon-Fonte » Renault ne sera pas uniquement monté sur des Renault, Alpine, Matra et des Dacia, mais se retrouvera également sur des Volvo, DAF, ARO, Ford et Volkswagen au Brésil et Manic au Québec